# Kjeld Høgsbro
Kjeld Høgsbro (født 7. marts 1950) er professor ved Institut for Sociologi og Socialt Arbejde ved Aalborg Universitet.  

## Karriere
Kjeld Høgsbro er kultursociolog med en Ph.d. fra Det Samfundsvidenskabelige Fakultet ved Københavns Universitet fra 1991. Han var forskningsleder for Institut for Social Udvikling med en række udrednings-, forsknings- og udviklingsopgaver for Socialministeriet og Undervisningsministeriet (1993-99). Forskningssupervisor ved Center for Socialt Arbejde, DSH/København (1998-99) og seniorforsker ved AKF, Amternes og Kommunernes Forskningsinstitut (2000-08). I 2008 blev han ansat som professor ved Aalborg Universitet, hvor han siden 2020 har været professor emeritus.

Han har været medlem af bestyrelsen for forskellige forskningsgrupper under ISA (International Sociological Association), herunder Sociological Practice (1998-2010), Sociology of Mental Health (2010-) samt Institutional Ethnography (2016-). Han har desuden været formand for Dansk Sociologforening (1994-96) Han har haft ansvar for flere større undersøgelser af forholdene for mennesker med bevægelseshandicap, sindslidelser, hjemløshed, misbrug, autisme, ADHD og demens. Han har været medlem af råd og faglige udvalg under Socialministeriet.

## Udvalgte publikationer

### Bøger
- Høgsbro, Kjeld (2020): How to conduct ethnographies of institutions for people with cognitive difficulties. Routledge.
- Høgsbro, Kjeld (2018): Udfordrende Adfærd – Konflikthåndtering på botilbud for mennesker med kognitive problemer. Akademisk Forlag.
- Høgsbro, Kjeld and Ian Shaw ed. (2017): Social Work and Research in Advanced Welfare States. Routledge.
- Høgsbro, Kjeld og Alice Burholt (2015): Demensproblematikken – En institutionel etnografi af en livsverden og en professionel indsats. Aalborg Universitetsforlag.

### Bogkapitler
- Høgsbro K. (2019). Challenging behaviour and mental workload at residential homes for people with cognitive disorders. In Institutional Ethnography in the Nordic Region, eds R.W.B Lund and A.C Nilsen, 191-202. Routledge.
- Ringø P, and Høgsbro K. (2018). The conception of disability and mental illness in advanced welfare states - a review and a proposal. In Social Work and Research in Advanced Welfare States, eds K Høgsbro and I Shaw, 117-130. Routledge, London.
- Høgsbro K. 2017. Institutional Ethnography for people in a vulnerable and oppressed situation. In Social Work and Research in Advanced Welfare States, eds K Høgsbro and I Shaw, 117-130. Routledge, London.
- Høgsbro, Kjeld (2013): Evidenslogik og praktisk erfaring indenfor rehabilitering. I Bonfils, Kirkebæk, Olsen og Tetler red.: Handicapforståelser. Akademisk Forlag.

### Peer-reviewed tidsskriftartikler
- Høgsbro, Kjeld, Søren Holst and Mette Rømer (2020): Faglig identitet og funktion i arbejdet for mennesker med kognitive problemer i Tidsskrift for Socialpædagogik 23/1.
- Høgsbro, Kjeld (2015): Evidence and research designs in applied sociology and social work research. In Nordic Journal of Social Work vol. 5 supplement 1 – special issue: Social Work and Sociology. Routledge.
- Høgsbro, Kjeld (2015): Vidensbasering og innovation i socialt arbejde. Cepra-striben 17. Center for evaluering i praksis.
- Høgsbro, Kjeld (2012): Social policy and self-help in Denmark – a Foucauldian perspective. In International Journal of Self-care and Self-help 6/1 p.43-64.
- Kjeld Høgsbro (2011): Evidensbaseret praksis – forhåbninger, begrænsninger og muligheder. I Tidsskrift for Forskning i Sygdom og Samfund 15/2011 p. 11-30.
- Høgsbro, Kjeld (2010): SIMREB – Towards a Systematic Inquiry into Models for Rehabilitation. Scandinavian Journal of Disability Research 12/2010 p. 1-18.